# Герцаївська міська територіальна громада
Герцаївська міська громада — територіальна громада України, у Чернівецькому районі Чернівецької області. Адміністративний центр — місто Герца.
Площа громади — 56,21 км², населення — 6349 мешканців (2018).
Утворена шляхом об'єднання Герцаївської міської ради та Лунківської, Молницької сільських рад Герцаївського району.

## Населені пункти
До складу громади входять 12 населених пунктів — 1 місто (Герца) і 11 сіл: Байраки, Великосілля, Дяківці, Куликівка, Лунка, Могилівка, Молниця, Петрашівка, Підвальне, Тернавка та Хряцька.

## Старостинські округи
- Байраківський
- Куликівський
- Лунківський
- Молницький
- Петрашівський
- Тернавський
- Хряцький